# Asparagina
A Asparagina é um dos aminoácidos codificados pelo código genético, sendo portanto um dos componentes das proteínas dos seres vivos.
A asparagina (cuja abreviatura é Asn, ou N) é um dos vinte aminoácidos mais comuns no planeta Terra. É um composto orgânico cuja fórmula química é NH2CH(NH2)COOH, possuindo uma carboxamida como grupo funcional da cadeia lateral. É codificada pelos codões AAU e AAC do código genético. A asparagina é um aminoácido que apresenta quiralidade – existem dois estereoisómeros: L-arginina e D-arginina.
Quando pura é um sólido cristalino branco inodoro. Enquanto a L-arginina não apresenta sabor, a D-arginina tem um sabor adocicado. Tem uma massa molar de 123,12 g / mol, um ponto de fusão (que equivale ao seu ponto de decomposição) de 234 ºC e apresenta uma solubilidade em água de 2,94 g / 100 mL e uma densidade de 1,543. Tem dois valores de pKa: 2,16 para o grupo ácido carboxílico; e 8,76 para o grupo amina. Tem um ponto isoeléctrico de 5,46. É um composto estável, não inflamável e apresenta baixo risco para a saúde (é ligeiramente irritante).
A asparagina foi isolada pela primeira vez em 1806, sob a forma cristalina, pelos químicos franceses Louis Nicolas Vauquelin e Pierre Jean Robiquet, a partir do suco de espargos, nos quais este aminoácido é abundante (daí o nome asparagina), tendo sido o primeiro aminoácido a ser isolado.
Uma vez que a sua cadeia lateral pode formar pontes de hidrogénio, os resíduos de asparagina encontram-se frequentemente próximos das extremidades de α-hélices e em β-turns, contribuindo para as estruturas secundária e terciária das proteínas.
A asparagina também providencia locais chave para N-glicosilações (modificações da estrutura proteica por adição de  cadeias de carbohidratos).
A reacção desta com açúcares redutores, ou grupos carbonilo reactivos, produz acrilamida em alimentos quando aquecidos a altas temperaturas, tais como batatas fritas, pão torrado e outros produtos amiláceos sujeitos a fritura.
A asparagine é um aminoácido não-essencial, uma vez que pode ser sintetizado a partir de intermediários das vias metabólicas principais. Existe em lacticínios, aves, ovos, carne de vaca, peixe e marisco. Também se encontra presente em produtos vegetais, tais como espargos, batatas, nozes, sementes e leguminosas.
O percursor da asparagina é o oxaloacetato. Este é convertido a aspartato através da enzima transaminase. A enzima transfere o grupo amina de um glutamato para o oxaloacetato, produzindo α-cetoglutarato e aspartato. A enzima asparagina sintetase produz asparagina, AMP, glutamato e pirofosfato a partir de aspartato, glutamina e ATP.
O aspartato é um aminoácido glucogénico. A L-argininase hidrolisa o grupo amida da arginina, dando origem a aspartato e catiões amónio. A transaminase converte o aspartato e oxaloacetato, que pode ser metabolizado no ciclo do ácido cítrico ou na gluconeogénese.